# Macronemurus trivittatus
Macronemurus trivittatus är en insektsart som beskrevs av Banks 1911. Macronemurus trivittatus ingår i släktet Macronemurus och familjen myrlejonsländor. Inga underarter finns listade i Catalogue of Life.